# Angola thuộc Bồ Đào Nha
Angola thuộc Bồ Đào Nha hoặc đơn giản là Angola là tên chung cho các thuộc địa, quốc gia cấu thành và nhà nước Bồ Đào Nha có mặt trên bờ biển và trên toàn bộ dòng Angola. Sự thuộc địa của kéo dài từ năm 1575 đến 1975. Quốc gia này ban đầu được gọi là Tây Phi thuộc Bồ Đào Nha, trước khi được đổi tên thành Ngoại tỉnh Angola vào năm 1951 và sau đó là Nhà nước Angola vào năm 1972.

## Lịch sử
Bồ Đào Nha được thành lập trên lãnh thổ vào năm 1483 trên sông Congo, nơi tồn tại Vương quốc Kongo, Ndongo và Luanda. Quốc gia Kongo mở rộng từ Gabon hiện tại ở phía bắc đến sông Cuanza ở phía nam. Bồ Đào Nha thành lập năm 1575 một thuộc địa của Bồ Đào Nha tại Luanda dựa trên việc buôn bán nô lệ. Người Bồ Đào Nha dần dần nắm quyền kiểm soát dải bờ biển trong suốt thế kỷ 16 thông qua một loạt các hiệp ước và chiến tranh, họ đã thành lập thuộc địa Angola.